# Conus rainesae
Conus rainesae is een in zee levende slakkensoort uit het geslacht Conus. De slak behoort tot de familie Conidae. Conus rainesae werd in 1953 beschreven door McGint. Net zoals alle soorten binnen het geslacht Conus zijn deze slakken roofzuchtig en giftig. Zij bezitten een harpoenachtige structuur waarmee ze hun prooi kunnen steken en verlammen.